# ナックルダスター

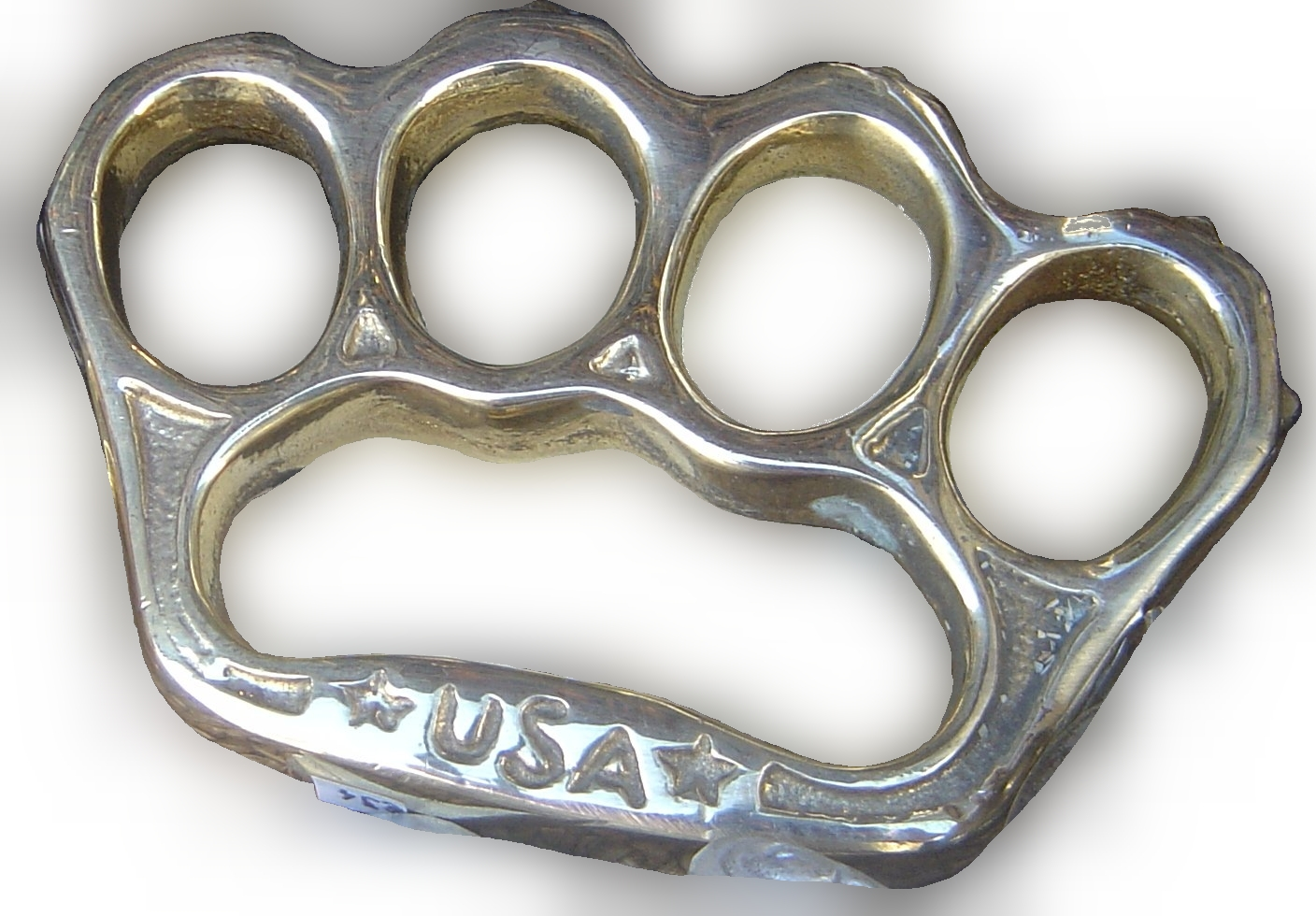
ナックルダスター

ナックルダスターは、拳にはめて打撃力を強化するための武器の総称。「メリケン」「メリケンサック」「ブラスナックル」「拳鍔」などといった名称で呼ばれることもある。「カイザーナックル」と呼ばれることもあるが、これは漫画『リングにかけろ』に登場した同形状の武器の名称から来ている。
広義では籠手などの防具も含まれる。

## 概説
拳による打撃を強化する目的で使用される武器である。握り込んで使用することで手拳を保護し、また殴打の威力を増大させる。
指の骨や関節といった弱い部分ではなく、拳に装着した金属等の硬い部分を使って打撃を行う事が可能である。多くの場合、打撃に使用する金属部分は掌底で支える構造になっており、相手を殴った反動で生じる拳部分への衝撃を最小限に抑えられる。
金属製の物は、素手では攻撃した側が怪我を負うような硬い目標物（ハード・ターゲット）を破壊する目的にも使用される。重い（＝比重の高い）金属製が多いため「ブラスナックル（真鍮の拳）」と呼ばれることもあるが、真鍮に限らず鉄などの合金製であることが多い。
コンパクトなものはポケットに収まるサイズで、「ペーパーウエイト」「（文房具の）ペンホルダー」「ベルトのバックル」「ウエイトトレーニング用の軽量ダンベル」などの名目で販売されていたり、一見したところでは指輪にしか見えないようなものもある。携帯所持していると、軽犯罪法や迷惑防止条例の凶器携帯によって検挙される場合があるため、注意を要する。

## 類似武器

### 鉄貫
室町時代から使われる。刃が付いたものもある。懐剣とも呼ばれ宮本武蔵も使用した。

### 鉄甲
琉球古武道の武器の一種。元は農耕用の蹄鉄として利用されていた。

### ヒマンテス

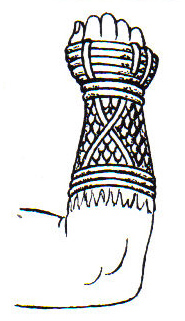
カエストス

古代ギリシアのボクシングでは拳に巻き付ける革紐「ヒマンテス」が使われており、次第に外側により堅い革紐を使ったもの（スファイライ）や金属を仕込んだもの（カエストス）へと変化していった。
自分の拳の皮膚を保護することが主目的であるため、鍛錬が不足したまま硬い物体を殴ると怪我を負うが、相手の人間の皮膚にはダメージがある。また、革のベルトで代用することもできる。
パンクラチオンでも類似したカエストスが使われていた。

### 刃部を有するもの
日本の鉄拳や中国の圏など、打撃部分に刃物や棘の設けられたものも存在している。

### トレンチナイフ
第一次世界大戦から第二次世界大戦にかけてのトレンチナイフの中には、ナックルダスターを兼ねる護拳部を備えた製品があった。

### アパッチ・リボルバー
1860年代に登場した、拳銃・ナイフ・ナックルダスターを一体化した武器。

## 参考資料
- 『改訂増補 刀工総覧』川口陟・飯田一雄（校訂）　刀剣春秋新聞社・宮帯出版社（発売） ISBN 9784885830082
- 『金工事典』若山泡沫・飯田一雄（校訂）　刀剣春秋新聞社・宮帯出版社（発売） ISBN 9784885830174
- 『アイテム・コレクション』 安田均・グループSNE 富士見文庫 ISBN 9784829142271
- 『図説 西洋甲冑武器事典』三浦権利 柏書房 ISBN 9784760118427
- 『武器辞典』 市川定春 新紀元社 ISBN 9784883172795
- 『武器と防具・日本編』 戸田藤成 新紀元社 ISBN 9784883172313
- 『武器と防具・中国編』 篠田耕一 新紀元社 ISBN 9784883172115
- 『武器と防具・西洋編』 市川定春 新紀元社 ISBN 9784883172627
- 『武勲の刃』 市川定春・怪兵隊 新紀元社 ISBN 9784915146237
- 『魔導具事典』 山北篤・稲葉義明 新紀元社 ISBN 9784775300350
- 『図説・日本武器集成』決定版 歴史群像シリーズ 歴史群像シリーズ編集部 編 学習研究社 ISBN 9784056040401
- 『図説・中国武器集成』決定版 歴史群像シリーズ 歴史群像シリーズ編集部 編 学習研究社 ISBN 9784056044317
- 『刀剣甲冑手帳』 刀剣春秋編集部 編　刀剣春秋新聞社・宮帯出版社（発売） ISBN 9784863660632
- 『中国武術兵器法』 青木嘉教 愛隆堂 ISBN 9784750202334
- 『隠し武器総覧』 名和弓雄 壮神社 ISBN 9784915906367
- 『図解隠し武器百科』 名和弓雄 壮神社 ISBN 9784404008077
- 『【決定版】図説忍者と忍術 忍器・奥義・秘伝集』 歴史群像シリーズ 歴史群像シリーズ編集部 編 学研マーケティング ISBN 4056048142
- 『【決定版】忍者・忍術・忍器大全』 都市鉄道研究会 著 歴史群像編集部 編 学習研究社 ISBN 4054041205